# Carrer Tacó
El Carrer Tacó és una indret del municipi de Sitges (Garraf) inclòs en l'Inventari del Patrimoni Arquitectònic de Catalunya.

## Descripció
El carrer Tacó comunica el carrer Major amb el passeig de la Ribera. Els edificis gòtics que devien formar-lo en el segle XIV han anat sent substituïts amb el pas dels temps fins a arribar a adquirir el seu aspecte actual, amb cases de planta baixa amb un o dos pisos. Malgrat les modificacions experimentades, la uniformitat dins de la diversitat d'èpoques i estils - predominantment popular, amb alguns exemples d'eclecticisme (reixes, portes d'arcs adovellats...) donen al conjunt del carrer Tacó una imatge harmònica. Aquesta harmonia només es trenca totalment a les cantonades que toquen el passeig de la Ribera, ocupades per grans blocs de pisos de construcció moderna.

## Història
El carrer Tacó forma part del primer raval que es desenvolupà a la Sitges medieval a partir de la muralla del nucli primitiu. La muralla tenia dues portes, que comunicaven amb els camins de Barcelona i de Vilanova. La formació del primer eixample de la vila es produí al segle xiv sobre el segon camí esmentat i comprenia els carrers Nou, Tacó, Carreta, Major i de l'Aigua. El segle xvii, una segona muralla recolliria aquest primer raval.